# Monumento a Memio
El Monumento a Memio era un antiguo monumento conmemorativo de la ciudad de Éfeso, en Asia Menor, en la actual Turquía. Sus ruinas forman parte del yacimiento arqueológico de Éfeso, declarado Patrimonio de la Humanidad por la Unesco.

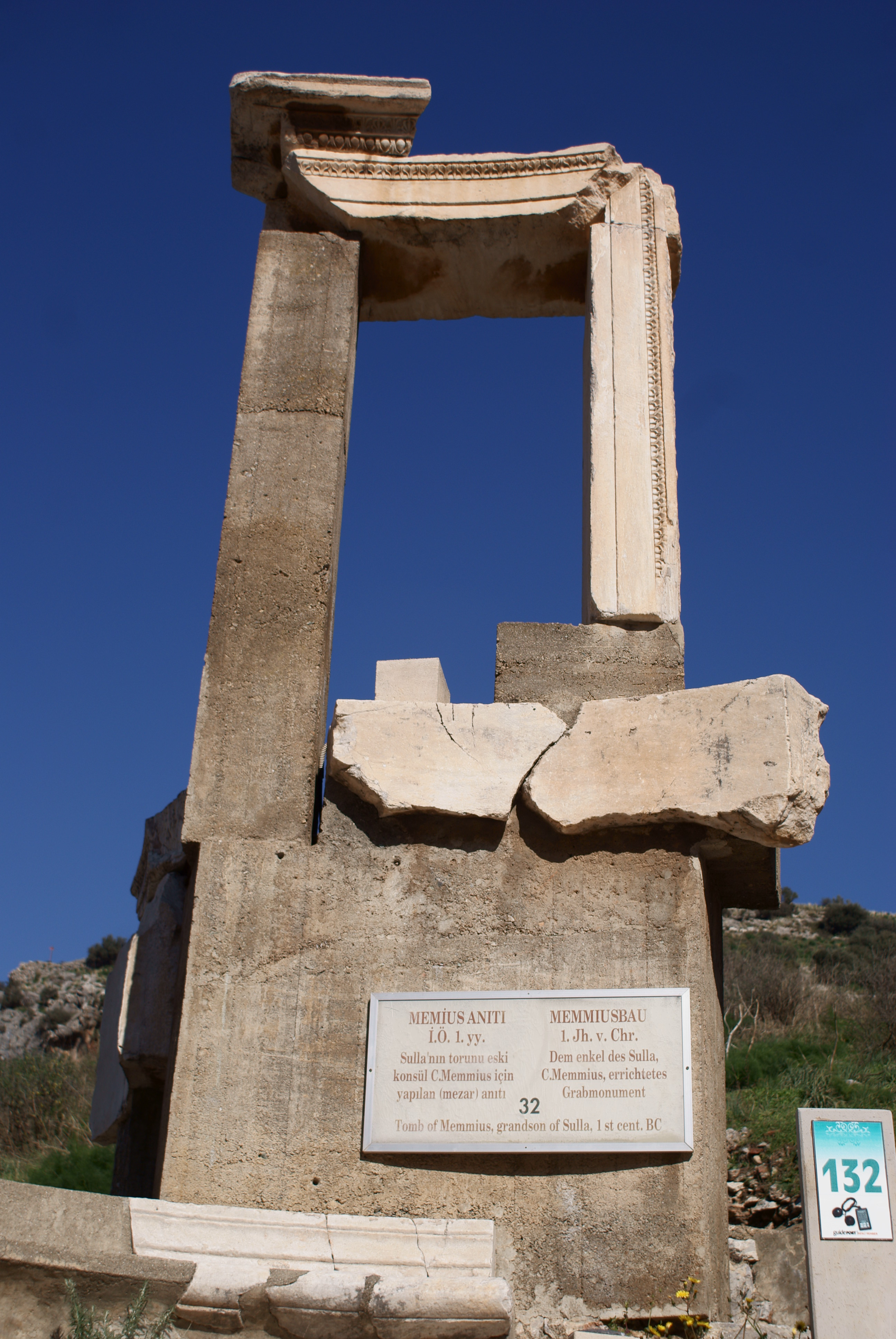
Restos del Monumento.

Se construyó a finales del período helenístico, entre los años 50 y 25 a. C. Estaba dedicado a Cayo Memio, nieto de Sila y cónsul en el 34 a. C., según las inscripciones en griego y latín del edificio. En la actualidad, los restos del monumento son de los pocos que quedan en Éfeso, al igual que las escasas estructuras del periodo helenístico. El monumento fue excavado entre 1959 y 1960. En la actualidad ha sido restaurado.
Estaba situado cerca de la intersección de las calles Curetes y Domiciano. Era de planta casi cuadrada y se asemejaba a una tumba y monumento conmemorativo helenístico en forma de torre. Según una reconstrucción, tendría una parte superior puntiaguda. Las paredes del edificio tenían huecos en los lados sur, este y oeste. Estaban rematados por arcos sostenidos por tallas de cariátides. El edificio también estaba decorado con estatuas de miembros de la familia de Memio, así como estatuas de sus virtudes.
Cerca del monumento se encontraba el pozo Hidreón, construido en el siglo I d. C.  y reconstruido en el siglo II d. C. Frente a él había estatuas de Diocleciano y los tetrarcas.